# 76 (album)
Pour les articles homonymes, voir 76.
Albums de Armin van Buuren
Shivers
(2005)
Singles
1. Yet Another Day
Sortie : 31 décembre 2002
2. Burned With Desire
Sortie : 20 mai 2003

76 est le premier album studio du disc jockey et producteur de musique néerlandais Armin van Buuren, sorti le 16 juin 2003. Il précède Shivers (2005).

## Liste des pistes

### Contenu
| No  | Titre                                                                      | Producteur(s)  | Durée |
| --- | -------------------------------------------------------------------------- | -------------- | ----- |
| 1.  | Prodemium                                                                  |                | 2:05  |
| 2.  | Precious                                                                   |                | 6:58  |
| 3.  | Yet Another Day (featuring Ray Wilson)                                     | Ray Wilson     | 5:24  |
| 4.  | Burned with Desire (featuring Justine Suissa)                              |                | 5:53  |
| 5.  | Blue Fear 2003                                                             |                | 7:33  |
| 6.  | From the Heart (featuring System F)                                        | Ferry Corsten  | 7:30  |
| 7.  | Never Wanted This (featuring Justine Suissa)                               | Justine Suissa | 4:53  |
| 8.  | Astronauts                                                                 |                | 5:36  |
| 9.  | Stay (featuring Krezip)                                                    |                | 5:08  |
| 10. | Wait for You (Song for the Ocean) (Original Mix) (featuring Victoria Horn) |                | 7:12  |
| 11. | Sunburn                                                                    |                | 6:16  |
| 12. | Communication                                                              |                | 4:16  |
| 13. | Slipstream (Original Mix) (featuring Airwave)                              | L-Vee          | 7:07  |

### Crédits
- Titre 3 : voix de Ray Wilson. Produite par Ray Wilson.
- Titres 4 et 7 : voix de Justine Suissa.
- Titre 7 : guitare par Eller van Buuren.
- Titre 9 : voix d'Annelies Kuijsters et de Jacqueline Govaert.
- Titre 10 : voix de Victoria Horn.